# Euxoa chretieni
Euxoa chretieni là một loài bướm đêm trong họ Noctuidae.